# Koala-Retrovirus
Das Koala-Retrovirus (englisch Koala retrovirus), abgekürzt als KoRV, ist ein behülltes Virus, das zur Familie der Retroviren und zur Gattung Gammaretrovirus gehört und nur Koalas (Phascolarctos cinereus) infiziert und das Koala-Immunschwäche-Syndrom (englisch koala immune deficiency syndrome, KIDS) auslöst – ähnlich wie HIV beim Menschen die Immunschwäche AIDS verursacht.
Wie alle Retroviren nistet es sich dauerhaft in das Erbgut der Wirtszellen ein.
Das KoRV nistet sich dabei auch in die Keimzellen der Beutelbären ein.
Das Virus kann daher sowohl als exogenes Virus horizontal (von Tier zu Tier im klassischen Sinne) als auch vertikal (endogen, von Eltern zu Nachkommen als Gen) übertragen werden. Die horizontalen Übertragungswege sind nicht genau bekannt, aber es wird angenommen, dass sie engen Kontakt erfordern.
Infolge der Immunschwäche werden weitere Infektionen erleichtert, vor allem durch Chlamydien.
Die Tiere sterben oder erblinden in Folge der Chlamydieninfektion  oder werden unfruchtbar.
Auch erleichtert eine Infektion mit dem Virus Erkrankungen wie Leukämie, Lymphome und Krebs im Allgemeinen.

## Verbreitung
Untersuchungen haben gezeigt, dass einige Koalapopulationen, insbesondere eine isolierte Kolonie auf Kangaroo Island, die endogene Form des Retrovirus nicht zu haben scheinen.
Man geht daher davon aus, dass es sich bei dem Virus um ein kürzlich eingeführtes exogenes Virus handelt und Gen-Sequenz des endogenen Virus eine Neuigkeit im Koala-Genom ist.
Die Prävalenz von KoRV (und KIDS) in australischen Koala-Populationen deutet auf einen Trend hin, der sich vom Norden in den Süden Australiens ausbreitet.
Der nördliche Teil der Population ist nahezu vollständig infiziert, während im Süden viele Gebiete (einschließlich Kangaroo Island) noch ohne das Virus sind.
In Queensland wurden 80 % der Todesfälle von in Gefangenschaft lebenden Koalas aufgrund von Leukämie, Lymphomen, bösartigen Tumoren und Immunschwächekrankheiten auf das Virus zurückgeführt.
Im Jahr 2008 sagte der leitende Forscher Jon Hanger, das Virus sei eine Bedrohung, die innerhalb von 15 Jahren leicht zum Aussterben der Koalas in Queensland führen könnte.

## Forschungsgeschichte
Der Begriff Koala-Retrovirus wurde ursprünglich eingeführt, um sich auf ein damals noch nicht identifiziertes Onkovirus zu beziehen, das bei an Krebs erkrankten Koalas nachgewiesen wurde.
Die Analyse der endogenen viralen DNA-Sequenz zeigte intakte offene Leserahmen und pathogene DNA-Motive, was stark darauf hindeutete, dass KoRV ein aktiv replizierendes endogenes Retrovirus ist, das auch infektiöse Virionen produzieren kann, also exogen (mit RNA-Genom) werden kann.
Im Jahr 2013 wurde ein ausschließlich exogener Subtyp von KoRV identifiziert und als KoRVB bezeichnet (wobei die endogene Form von KoRV als KoRVA bezeichnet wird).
KoRVA nutzt das ubiquitäre (auf allen Zelltypen der Koalas vorkommenden) SLC20A1 als viralen Rezeptor, während KoRVB über SLC19A2 infiziert, das nur auf einer begrenzten Anzahl von Zelltypen (und nicht auf Keimbahnzellen) zu finden ist.
Daher wird KoRVB exogen bleiben und pathogener sein als KoRVA, weil die schädlichen Effekte, die es als rein exogenes Virus in seinen Wirten verursacht, nicht in dem Maße gegen sie selektiert werden, wie es bei einem potentiell endogenen Virus der Fall wäre, das sich in die Keimbahn integrieren kann.
Das weitere Studium von KoRV verspricht wertvolle Einblicke in die Entwicklung, Evolution und den Einbau von endogenen Retroviren in Säugetiergenome zu ermöglichen.

## Systematik
Nach seiner Entdeckung war KoRV am nächsten verwandt mit dem Gibbonaffen-Leukämievirus (en. Gibbon ape leukemia virus, GALV), ebenfalls ein Gammaretrovirus.
Die genaue Herkunft in Australien und wie es dazu kam, dass Koalas und Gibbons so ähnliche Viren teilen war aber zunächst unklar.
Inzwischen wird vermutet, dass hier (ähnlich wie bei einigen Coronaviren) Fledertiere (Fledermäuse und Flughunde) – ein natürliches Reservoir für derartige Viren darstellen. In der Gruppe der KoRV-ähnlichen Gammaretroviren (en. „KoRV-related virus“ – etwa im Rang einer  Untergattung) wurden die phylogenetischen Beziehungen u. a. folgender Mitglieder untersucht:
- Gibbonaffen-Leukämievirus (en. Gibbon ape leukemia virus, GaLV)
- „Hipposideros larvatus gammaretrovirus“ (HGRV, infiziert Hipposideros larvatus, zu Altwelt-Rundblattnasen)[15]
- „Rhinolophus hipposideros gammaretrovirus“ (RhGRV, infiziert Rhinolophus hipposideros, Kleine Hufeisennase)[16]
- „Hervey pteropid gammaretrovirus“ (HPG/HPGV, infiziert Pteropus alecto, Schwarzer Flughund)[17]
- „Macroglossus minimus gammaretrovirus“ (MmGRV, infiziert Macroglossus minimus, Zwerg-Langzungenflughund)[18]
- „Syconycteris australis gammaretrovirus“ (SaGRV, infiziert Syconycteris australis, Australischer/Gemeiner Blütenflughund, vgl. Mooswald-Blütenflughund)[19]

Anmerkung: Vorgeschlagene Mitglieder sind in Anführungszeichen gesetzt. Die anderen (wie KoRV und GaLV) sind mit Stand Januar 2021 vom Internationalen Komitee zur Virustaxonomie (ICTV) offiziell bestätigt.